# Ямская степь
Ямская степь — участок заповедника «Белогорье», расположенный в 10 километрах юго-восточнее города Губкина, приурочен к водоразделу небольших рек Чуфички и Дубенки, принадлежащих бассейну реки Оскол. Площадь: 566 гектар, охранная зона: 1400 га (ширина 1 км).

## История
История Ямской степи связана с историей Ямской слободы г. Старого Оскола, уже в XVII веке данные земли являлись сенокосными угодьями старооскольских ямщиков. Существует предание, по которому Ямская степь была подарена Екатериной II городским ямщикам Старого Оскола. Общинное использование этими угодьями предотвратило их распродажу и способствовало сохранению целины до наших дней.
10 февраля 1935 г. вышло постановление об учреждении Центрально-Чернозёмного государственного заповедника, в состав которого вошли Стрелецкая, Казацкая и Ямская степи с прилегающими к ним участками сохранившихся дубрав. С 1936 г. была установлена охрана степи и прекращён выпас скота. В 1999 году участок передан заповеднику «Белогорье» от Центрально-Чернозёмного государственного природного биосферного заповедника имени профессора В. В. Алехина.

## Рельеф
Территория участка Ямская степь расположена в зоне лесостепи в юго-юго-западной части Среднерусской возвышенности, в 10 км к юго-востоку от города Губкина. Участок луговой степи площадью 566 га. приурочен к водоразделу небольших рек Чуфички и Дубенки, принадлежащих бассейну р. Оскол.

## Почвы
Особую ценность Ямского участка составляют почвы. По запасам питательных веществ местные чернозёмы не имеют себе равных в Европе. Под степями толщина гумусового слоя достигает 1 м и даже более.

## Растительный и животный мир
Ямская степь представляет собой южный вариант ковыльно-разнотравно-луговой степи. Для неё характерны необыкновенная красочность и многократная смена сезонных аспектов, богатая насыщенность как видовая (67 видов на 1 кв.м.), так и численная (до 1000 экземпляров на 1 кв.м.). Флора Ямской степи включает более 170 видов низших растений и 685 видов высших растений, 10 из них включены в Красную книгу России, 59 видов — в Красную книгу Белгородской области.
Наиболее красочны из всех местообитаний Ямского участка степи на плакорах, которые охватывают почти всю относительно ровную, природораздельную площадь. Они занимают преобладающую часть территории — 402,4 га. Травостой здесь имеет сложное строение, в нём выделяется несколько ярусов. Степная растительность не только покрывает ровную возвышенную степь, где она типична, но и заходит на лесные поляны, спускается в степные западины, покрывает склоны врезающихся в неё логов, несколько изменяясь при этом.
Характерной особенностью Ямской степи является развитие кустарниковых зарослей или отдельно стоящих деревьев. Существует даже такое понятие — кустарниковая или «саванная» степь. Кроме отдельно разбросанных по степи деревьев дикой груши, яблони, боярышника, на склонах логов встречаются разреженные заросли дуба, клёна, ясеня, лещины. Кустарниковые заросли образованы ивой, ракитником, спиреей, шиповником.
На Ямском участке есть своеобразная группа растений меловых обнажений: ластовень меловой, чабрец меловой, оносма простейшая, солнцецвет монетолистный, истод гибридный и сибирский, василёк русский, лён жёлтый, лён украинский, мордовник обыкновенный, качим высокий и метельчатый, подмаренник меловой и др.
Сочетание степных пространств и леса при сложном рельефе, плодородные почвы, высокопродуктивная растительность при оптимальном режиме тепла и влаги создают благоприятнейшие условия для существования в лесостепи многих видов животных и птиц. Почти бок о бок здесь обитают типичные степняки и лесные виды.
На Ямском участке обитают более 30 видов животных, здесь отмечено 126 видов птиц. Богат мир насекомых — более 800 видов, из которых 17 видов занесены в Красную Книгу России, известно около 160 видов паукообразных.